# Kartacz (pocisk)

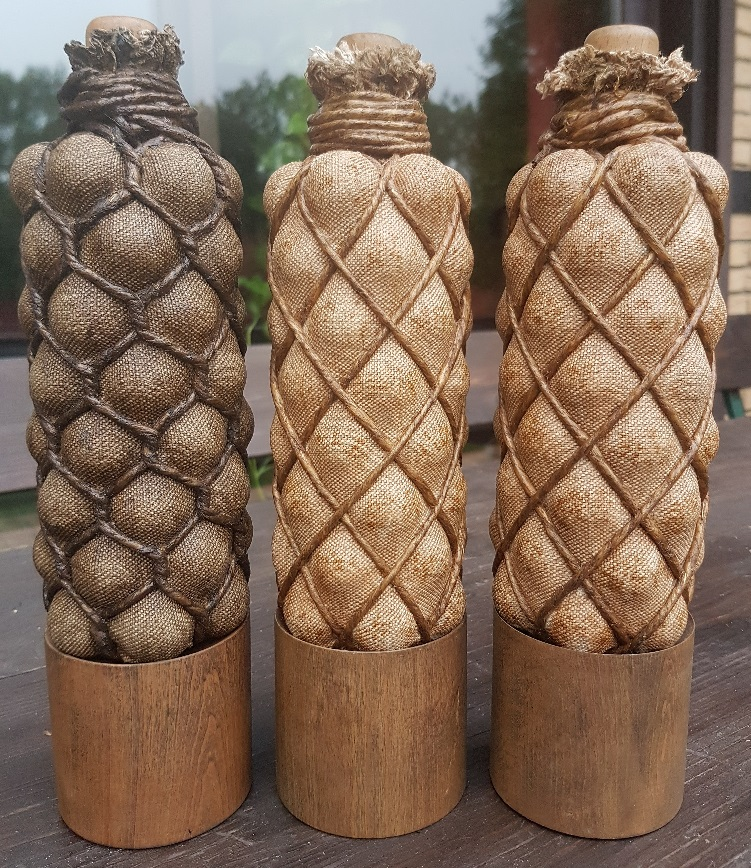
Kartacze do działa o kalibrze 75 mm (replika)

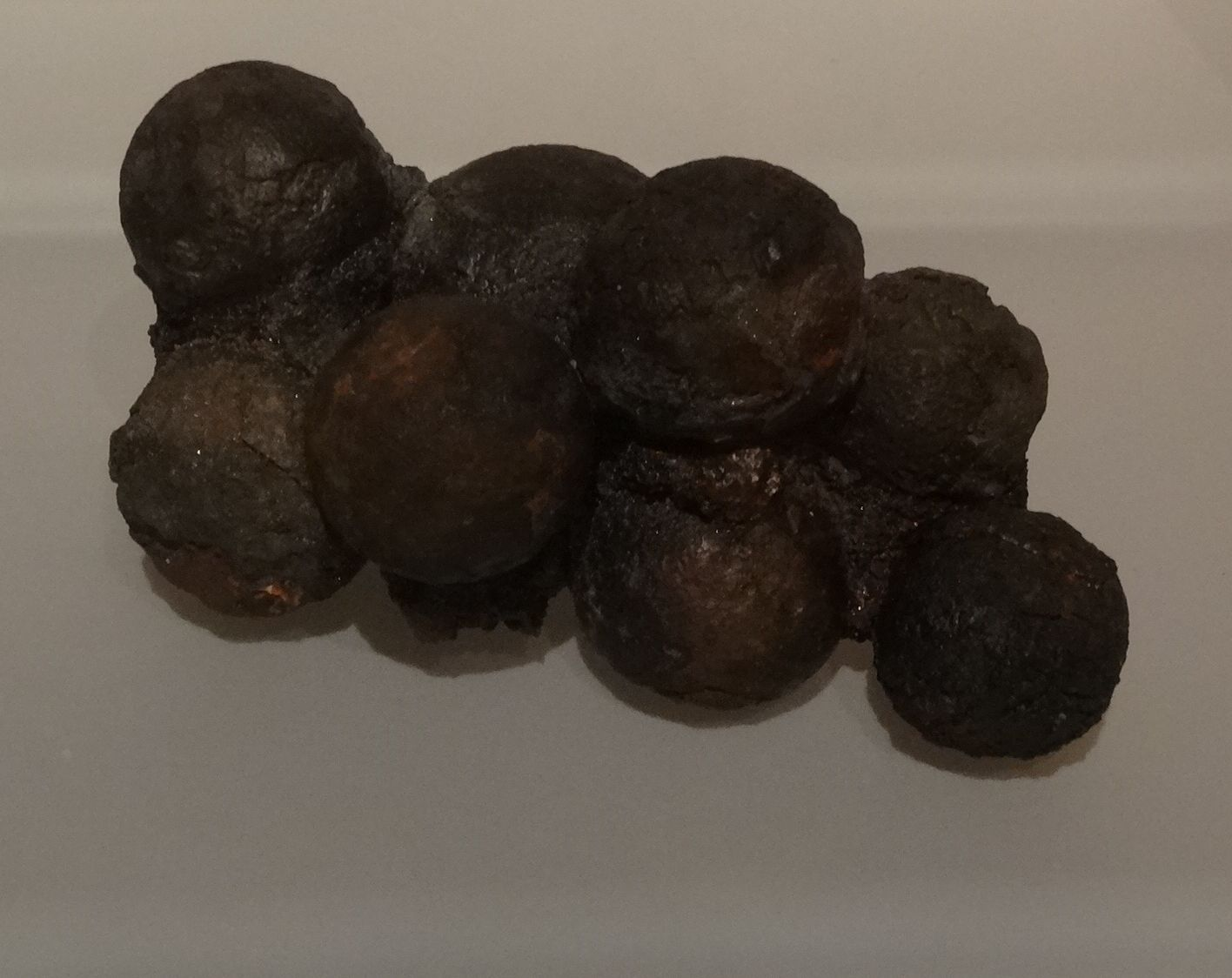
Lotki kartacza, którego obudowa uległa rozkładowi (znalezisko archeologiczne wydobyte z wraku zatopionego w XVIII w.)

Kartacz (od niem. Kartätsche) – historyczny pocisk artyleryjski składający się z lekkiej obudowy wypełnionej kulistymi lotkami oraz drewnianego sabotu, pełniącego rolę przybitki, który chronił kule ołowiane przed nadtopieniem przez ładunek miotający. Artyleryjski odpowiednik amunicji śrutowej.

## Charakterystyka

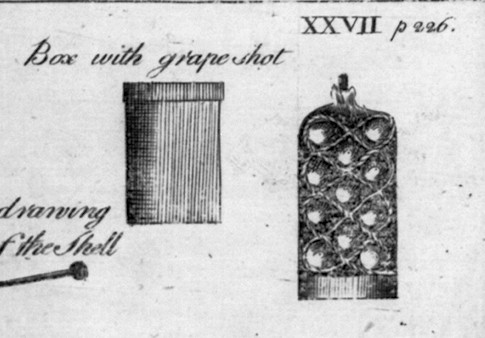
Schemat budowy XVIII w. kartacza

Kartacze stosowano do zwalczania siły żywej nieprzyjaciela na niewielkich odległościach (do 300 m). Podczas strzału powłoka kartacza ulegała rozerwaniu i lotki, wylatując swobodnie z lufy, raziły cele na znacznej powierzchni. Przykładowy obszar rażenia kartacza o kalibrze 76 mm, zawierającego 500 lotek, to stożek o wysokości 300 m i średnicy podstawy 50 m.
Pierwsze kartacze składały się z żelaznego pręta, umocowanego do drewnianego lub metalowego krążka – sabotu (o średnicy równej kalibrowi działa). Do pręta przylepiano za pomocą smoły lotki, a następnie cały pocisk owijano płótnem i okręcano nasmołowanym sznurem. Później lotki zaczęto umieszczać w cylindrycznych puszkach. Lotkami były początkowo drobne kamienie, później ołowiane kule podobne do karabinowych.

## Historia
Niektóre z zamieszczonych tu informacji od 2024-08 wymagają weryfikacji.
Dokładniejsze informacje o tym, co należy poprawić, być może znajdują się w dyskusji tego artykułu.
 Po wyeliminowaniu niedoskonałości należy usunąć szablon {{Dopracować}} z tego artykułu.

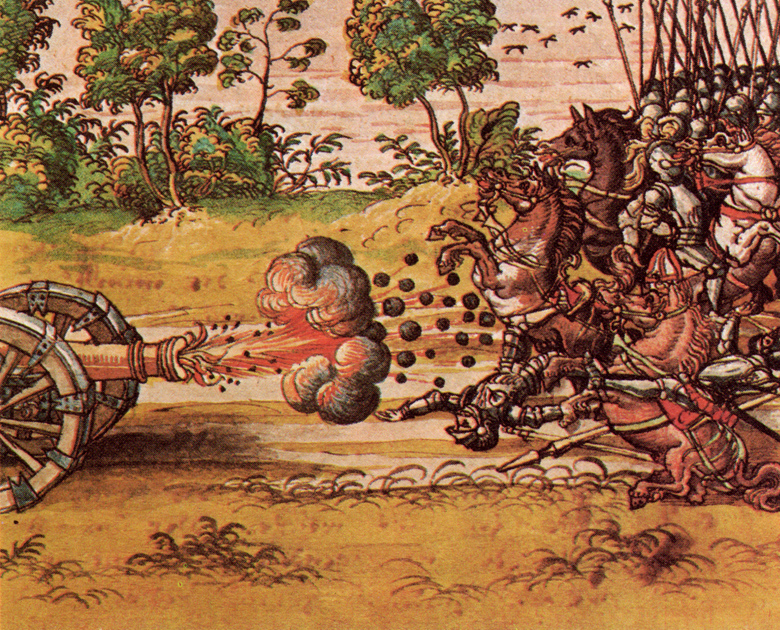
Ostrzał kartaczem na ilustracji z XVI w.

Pierwsze kartacze pojawiły się w XVI wieku i używane były powszechnie przez kolejne stulecia obok kul armatnich oraz granatów. Sytuacja uległa zmianie w XIX wieku, wraz z wynalezieniem szrapneli i pocisków odłamkowych, które niemal całkowicie wyparły je z uzbrojenia. Od tamtej pory kartacze stosowano niemal wyłącznie w działach piechoty oraz do obrony przed bezpośrednimi atakami wrogiej piechoty na inne rodzaje dział artyleryjskich. 

### Ważniejsze bitwy, w których użyto kartaczy
- 1519 w bitwie wojsk Hernana Cortesa z plemieniem Tlaxcalan podczas marszu na Tenochtitlán;
- 1642 podczas eksploracji wybrzeża Nowej Zelandii przez Tasmana w jego potyczce z miejscowymi
- 10 lutego 1722 od burtowej salwy kartaczy, wystrzelonej z brytyjskiego okrętu HMS Swallow, zginął sławny pirat Bartholomew Roberts;
- 16 kwietnia 1746 bitwa pod Culloden;
- 13 września 1759 bitwa na Równinie Abrahama – w czasie bitwy śmiertelnie ranny kartaczem został markiz Louis-Joseph de Montcalm;
- 26 kwietnia 1771 w bitwie pod Szreńskiem podczas konfederacji barskiej śmiertelnie ranny pociskiem z kartacza został Józef Sawa Caliński;
- 9 października 1779 w bitwie pod Savannah śmiertelnie ranny pociskiem z kartacza został gen. Kazimierz Pułaski;
- 13 marca 1781 w bitwie pod Guilford Court House gen. Cornwallis rozkazał oddać salwę z kartaczy na środek pola bitwy do Brytyjczyków walczących przeciwko Amerykanom;
- 13 Vendémiaire IV roku (5 października 1795) Napoleon stłumił powstanie rojalistów salwami kartaczy;
- podczas rewolucji haitańskiej wojska francuskie używały wielokrotnie kartaczy przeciwko siłom Toussaint L'Ouverture;
- w 1798 w czasie rewolucji irlandzkiej wojska brytyjskie używały wielokrotnie kartaczy przeciwko Irlandczykom, w czasie bitew pod New Ross, Arklow, Saintfield i Vinegar Hill; pod Vinegar Hill dokonano masakry kobiet i dzieci, które znalazły się na polu bitwy;
- 1812 podczas bitwy pod Możajskiem – w bitwie gen. Józefowi Sowińskiemu ciężko rannemu w nogę kartaczem dokonano amputacji;
- 8 stycznia 1815 podczas bitwy pod Nowym Orleanem śmiertelnie ranny kartaczem został brytyjski gen. Edward Pakenham;
- 18 czerwca 1815 w bitwie pod Waterloo gen. Henry Paget, ranny kartaczem, stracił nogę;
- Wiktor Hugo w powieści Nędznicy opisuje użycie kartaczy podczas tłumienia powstania paryskiego w 1832;
- 23 lutego 1847 w bitwie pod Buena Vista podczas wojny amerykańsko-meksykańskiej generał i przyszły 12. prezydent Stanów Zjednoczonych Zachary Taylor polecił ładować armaty podwójnymi kartaczami i pokonał wielokrotnie liczniejsze wojska meksykańskie gen. Santa Anny;
- w 1863 w bitwie pod Gettysburgiem unioniści salwami podwójnych kartaczy zatrzymali i dokonali masakry konfederackiej szarży Picketta.